# بلانچارد (دهانه)

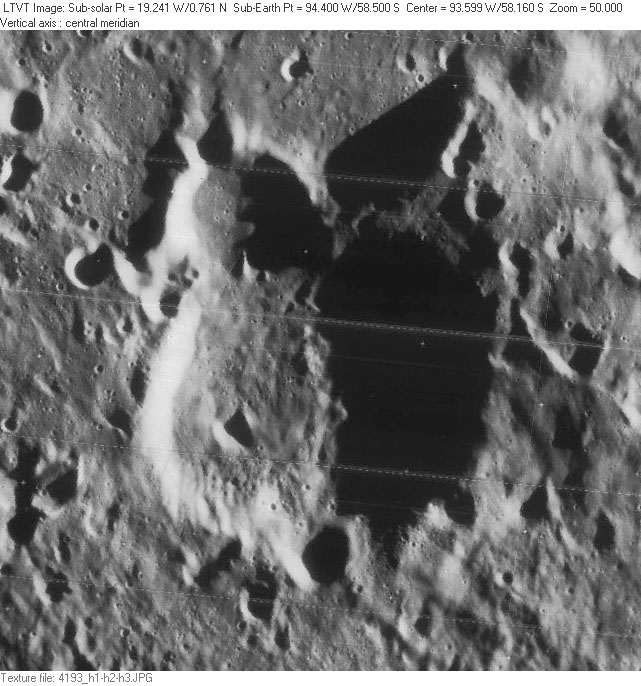
دهانه بلانچارد

بلانچارد یک دهانه برخوردی در ماه است.